# Black Emanuelle
Black Emanuelle (Italiaans: Emanuelle Nera) is een sexploitationfilm uit 1975 die meeprofiteerde van de succesvolle film Emmanuelle met Sylvia Kristel.
De hoofdrol in Black Emanuelle werd gespeeld door de Nederlandse Laura Gemser. De eerste film was van de hand van de Italiaanse regisseur Bitto Albertini. Albertini maakt ook de tweede Black Emanuelle-film getiteld Black Emanuelle 2 (Italiaans: Emanuelle nera n° 2), echter zonder Laura Gemser in de hoofdrol.
Tussen 1976 en 1978 maakt Joe D'Amato vijf Emanuelle-films, zijnde Emanuelle in Bangkok (1976), Emanuelle in America (1977), Emanuelle Around the World (1977), Emanuelle and the Last Cannibals (1977) en Emanuelle and the White Slave Trade (1978), allen met Laura Gemser.
In 1982 en 1983 maakte Bruno Mattei nog twee Black Emanuelle-films: Violence in a Women's Prison en Emanuelle Escapes from Hell.

## Verhaal
Journaliste en fotografe Mae Jordan publiceert haar werk onder de naam Emanuelle. Ze neemt een opdracht aan van een diplomatenechtpaar, waar ze met beide een seksuele relatie begint. Samen leren ze haar het land en de liefde kennen.

## Rolverdeling
| Acteur              | Personage                              |
| ------------------- | -------------------------------------- |
| Laura Gemser        | Mae "Emanuelle" Jordan (als Emanuelle) |
| Karin Schubert      | Ann Danieli                            |
| Angelo Infanti      | Gianni Danieli                         |
| Isabelle Marchall   | Gloria Clifton                         |
| Gabriele Tinti      | Richard Clifton                        |
| Don Powell          | Professor Kamau                        |
| Venantino Venantini | William Meredith                       |

## Emanuelle filmreeks

### Officiële films
De Black Emanuelle-films over de avonturen van fotojournaliste Emanuelle, gespeeld door Laura Gemser.
- Black Emanuelle (1975)
- Emanuelle in Bangkok (1976)
- Emanuelle in America (1977)
- Emanuelle Around the World (1977)
- Emanuelle and the Last Cannibals (1977)
- Emanuelle and the White Slave Trade (1978)

### Spin-off films
Andere "Emanuelle"-films.
- Tender and Perverse Emanuelle (1973) - met Norma Kastel
- Amore Libero - Free Love (1974)
- Emanuelle's Revenge (1975) - met Rosemarie Lindt en George Eastman
- Black Emanuelle 2 (1976) - met Shulamith Lasri
- Emmanuelle on Taboo Island (1976)
- Black Cobra Woman (Emmanuelle Goes Japanese) (1976)
- Black Emmanuelle, White Emmanuelle (1976)
- Emmanuelle Black and White (Passion Plantation) (1976) - met Malisa Longo en Rita Manna
- Sister Emanuelle (1977)
- Yellow Emanuelle (1977) - met Chai Lee
- Porno Nights of the World (1977) (erotische documentaire)
- Emanuelle and the Erotic Nights (1978) (erotische documentaire)
- Emanuelle's Daughter (1980)
- Divine Emanuelle: Love Cult (1981)
- Emanuelle, Queen of the Desert (1982)
- Emanuelle in the Country (1982)
- Violence in a Womens Prison (1982)
- Emanuelle Escapes from Hell (1983)
- Christina (1986) - met Jenny Tamburi